# Salgótarjáni Barátok Torna Club
Il Salgótarjáni Barátok Torna Club, meglio noto come Salgótarjáni BTC o anche solo Salgótarján, è una società calcistica con sede a Salgótarján, Ungheria. Nella stagione 2012-2013 milita nel Nemzeti Bajnokság III, la terza divisione nazionale.
Il miglior risultato raggiunto è il terzo posto raggiunto nella stagione 1971-1972, che consente di partecipare alla Coppa UEFA 1972-1973, unica partecipazione alle competizioni europee della squadra. Disputa inoltre per quattro volte la finale della Coppa d'Ungheria venendo sempre sconfitto.

## Storia
Il club viene fondato nel 1920 a Salgótarján. Disputa il primo campionato in massima divisione nella stagione 1935-1936 venendo subito retrocesso. Negli anni quaranta è di nuovo promosso in prima divisione, e nel 1941 disputa per la prima volta la finale della Coppa d'Ungheria, che viene però vinta dallo Szolnok. Nella stagione 1942-1943 la squadra ottiene un quinto posto in campionato, in più partecipa per la seconda volta alla finale della Coppa nazionale, dove viene sconfitto 3-0 dal Ferencváros.
Nel Dopoguerra, dopo aver disputato un campionato di seconda divisione rimane per tutti gli anni cinquanta in massima divisione, ottenendo per tre volte il sesto posto, come nella stagione 1957-1958 quando disputa la terza finale della Coppa, ma viene nuovamente sconfitto dal Ferencváros.
Gli anni sessanta si aprono con il quinto posto nella stagione 1960-1961, per il resto il Salgótarján retrocede due campionati dopo. Torna in massima divisione nella seconda metà del decennio, ma senza raggiungere grandi risultati, a parte la quarta finale della coppa nazionale, nella quale però ha la meglio il Győri ETO.
Dopo un inizio sulla scia dei risultati della fine del decennio passato, negli anni settanta il Salgótarján conquista il terzo posto nel campionato 1971-1972, miglior piazzamento di sempre. Partecipa quindi alla Coppa UEFA 1972-1973 dove viene eliminato al primo turno dai greci dell'AEK, che sconfiggono 3-1 i magiari nella partita casalinga, e pareggiano la partita di ritorno 1-1 in Ungheria. Nella seconda parte del decennio il Salgótarján viene retrocesso una prima volta al termine della stagione 1976-1977, infine nella stagione 1979-1980. Da questo punto in poi la squadra non riuscirà più a tornare nella massima divisione: la possibilità più concreta si materializza nella stagione 1994-1995, quando, militando in seconda divisione, perde lo spareggio promozione-retrocessione con il Videoton. Pochi anni dopo, nella stagione 1999-2000, il club riparte dalla quarta divisione.

## Cronologia del nome
- 1920–1922 Salgótarjáni Torna Club
- 1922–1949 Salgótarjáni Bányatelepi Torna Club
- 1949–1951 Salgótarjáni Tárna Sport Egyesület
- 1951–1977 Salgótarjáni Bányász Torna Club
- 1977–1984 Salgótarjáni Torna Club
- 1984–1988 Salgótarjáni Bányász Torna Club
- 1988–1992 Salgótarjáni Barátság Torna Club
- 1992–1993 Salgótarjáni Barátság Torna Club - Salgglas Sport Egyesület
- 1993–2001 Salgótarjáni Barátság Torna Club
- 2001– Salgótarjáni Barátok Torna Club

## Palmarès

### Competizioni nazionali
- Nemzeti Bajnokság II: 2

1964, 1977-1978

### Altri piazzamenti
- Campionato ungherese:

Terzo posto. 1971-1972
- Coppa d'Ungheria:

Finalista: 1940-1941, 1942-1943, 1955-1958, 1967
- Nemzeti Bajnokság II:

Secondo posto: 1994-1995
Terzo posto: 1982-1983

## Giocatori celebri

### Vincitori di titoli
Calciatori campioni olimpici di calcio
- Ferenc Szojka (Helsinki 1952)
- Miklós Szalay (Città del Messico 1968)